# AN/VRC-12

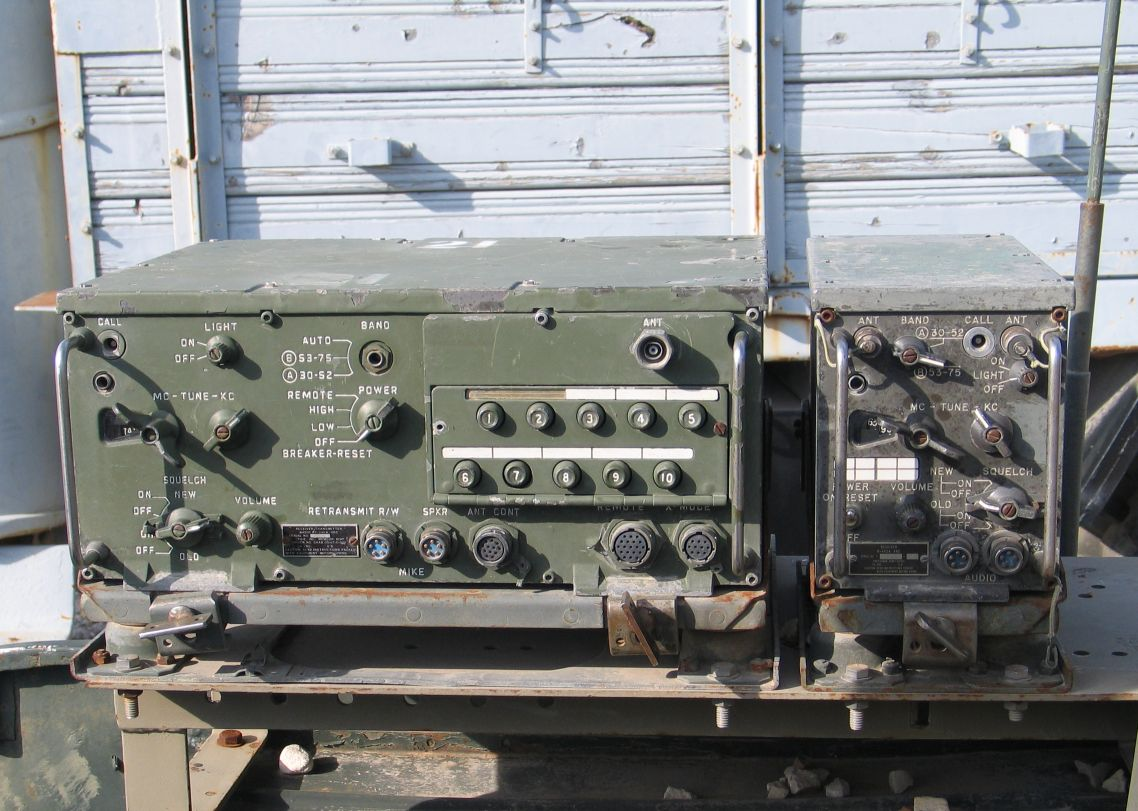
AN/VRC-12 composé d'un récepteur-émetteur RT-246 et d'un récepteur R-442, au musée Yad La-Shiryon, en Israël.

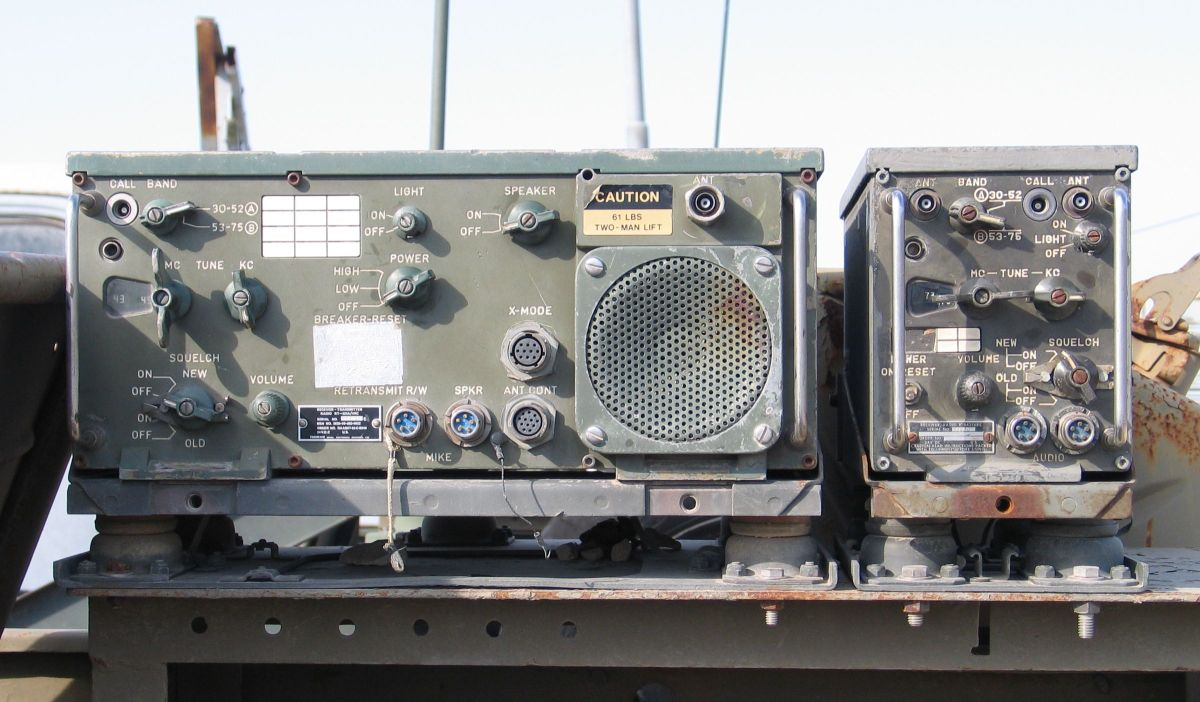
AN/VRC-47 composé d'un récepteur-émetteur RT-524 et d'un récepteur R-442, au musée Yad La-Shiryon.

Le AN/VRC-12 est l'élément numéroté le plus bas d'une famille de vecteurs VHF-FM synthétisé de systèmes de radiocommunications développés par Avco Corporation et introduit vers 1963 et largement utilisé par l'armée américaine pendant la guerre du Viêt Nam et pendant de nombreuses années après. Il a remplacé les anciennes séries AN / GRC-3 à 8 et a été, à son tour, remplacé par le système radio terrestre et aéroporté à canal unique (SINCGARS) au début des années 1990.
Les ensembles ont été fabriqués par son développeur d'origine, Avco basé à Cincinnati, dans l'Ohio (à l'origine par sa division Electronic & Ordnance, Evendale), et Magnavox, Ft. Wayne, dans l'Indiana (avec LTV Electrosystems, Inc. et Memcor, Inc., fournissant certains composants, tels que des récepteurs et des émetteurs.) Texas Instruments a été l'un des principaux soumissionnaires qui a proposé une variante améliorée et ultra-fiable (sans défaillance) du VRC-12 à la fin des années 1960, mais n'a pas réussi à remporter le concours. L'offre de RCA[Lequel ?] pour une variante ultra-fiable au début des années 1970 a également échoué. Il fonctionnait en tandem avec le AN/PRC-77.

## Contexte
L'ancienne série AN/GRC-3 à 8 était configurée à partir de trois émetteurs-récepteurs différents :
- Le RT-66/GRC couvrait la bande des blindés 20 MHz - 27,9 MHz
- Le RT-67/GRC couvrait la bande d'artillerie 27 MHz - 38,9 MHz
- Le RT-68/GRC couvrait la bande d'infanterie 38 MHz - 54,9 MHz

Chaque émetteur-récepteur pesait 215 lb et occupait 2,5 pieds cubes. La puissance de sortie était de 15 à 20 watts, donnant une portée de 15 milles. L'espacement des fréquences était de 100 kHz. Il y avait un chevauchement limité entre les radios blindées et d'artillerie, et entre les radios d'artillerie et d'infanterie, mais aucun entre les blindés et l'infanterie.
Les émetteurs-récepteurs de la nouvelle série AN/VRC-12 avaient la moitié de la taille et du poids de la série GRC-3x, produisaient deux fois plus de puissance, mais couvraient toutes les fréquences de la bande FM plus large de 30 à 76 MHz et fournissaient 920 canaux, contre 350 avec la série GRC-3.

## Caractéristiques
La série VRC-12 comprend les VRC-12 et VRC-43 à 49. qui consistent en diverses combinaisons de trois composants de base, deux modèles de récepteur-émetteur, le RT-246 et le RT-524, et un récepteur auxiliaire, le R-442. Le RT-246 peut sélectionner l'une des dix fréquences prédéfinies par l'opérateur. L'opérateur doit sélectionner manuellement chaque fréquence sur le RT-524, qui dispose d'un haut-parleur intégré dans l'espace occupé par les boutons-poussoirs sur le RT-246. Le RT-524 a été développé principalement pour une utilisation dans des véhicules où l'opérateur peut facilement atteindre le panneau de commande ; le RT-246 a été conçu pour être utilisé dans des véhicules à chenilles où l'opérateur ne pouvait pas atteindre le panneau de commande.
Au Vietnam, ces radios étaient souvent retirées des véhicules pour être utilisées dans des bases telles que les postes de commandement tactique avancés. Dans la plupart des cas, les principales unités tactiques ont reçu la famille de radios VRC-12 juste avant ou peu après leur déploiement au Vietnam en 1965 et 1966.
| Système | Composants             |
| ------- | ---------------------- |
| VRC-12  | RT-246 + R-442         |
| VRC-43  | RT-246                 |
| VRC-44  | RT-246 + R-442 + R-442 |
| VRC-45  | RT-246 + RT-246        |
| VRC-46  | RT-524                 |
| VRC-47  | RT-524 + R-442         |
| VRC-48  | RT-524 + R-442 + R-442 |
| VRC-49  | RT-524 + RT-524        |

Les radios contenaient 100 transistors et 8 tubes à vides et étaient de conception modulaire, ce qui permettait d'effectuer la plupart des opérations d'entretien avec seulement un tournevis. Des mises à niveau ultérieures ont remplacé le tubes à vide avec transistors.

## Opérateurs militaires
- États-Unis
- Espagne, remplacé en 2002.

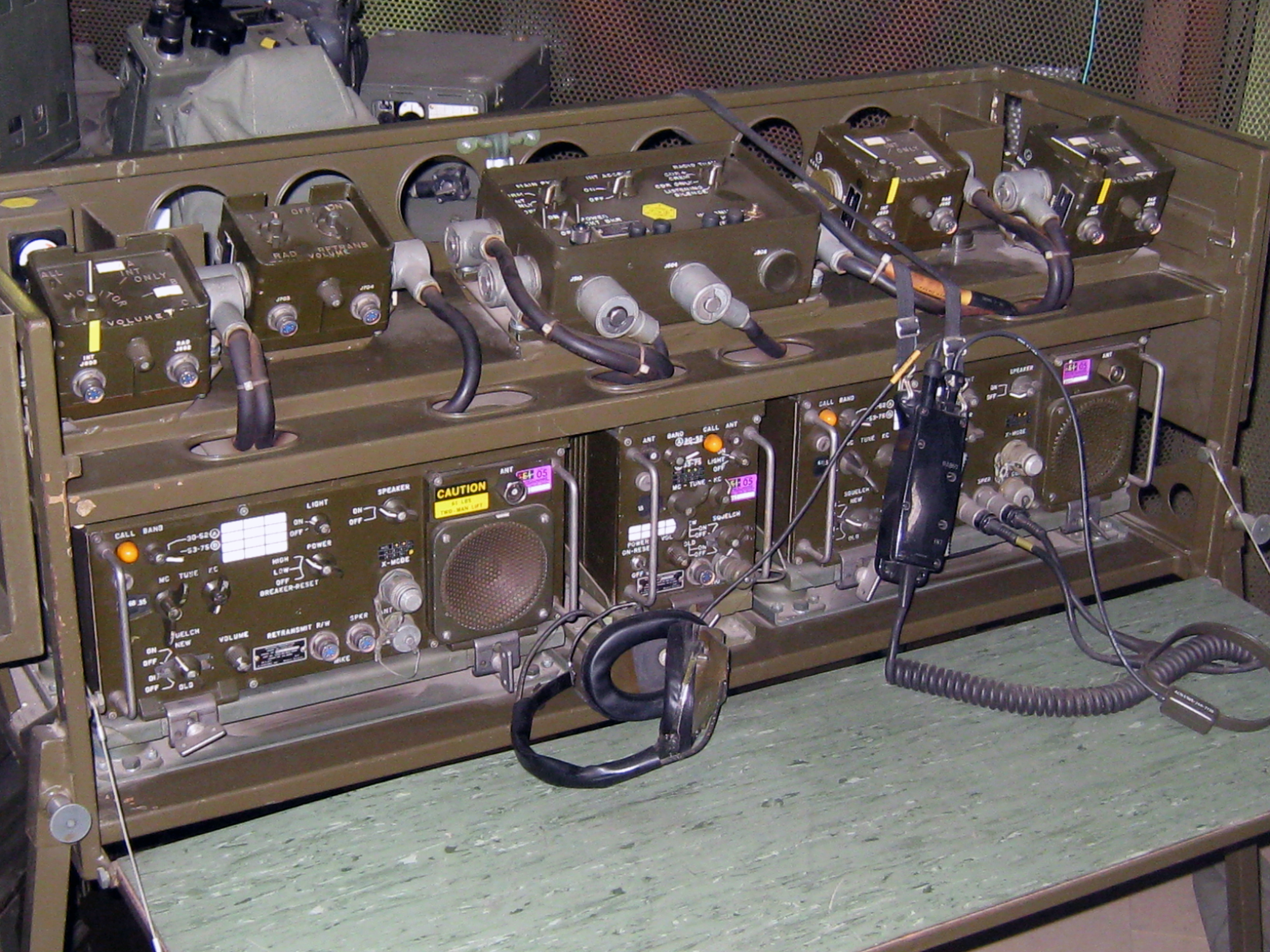
SE-412 de l'armée suisse.

- Suisse sous la terminologie SE-412, par exemple sur le Leopard 2, remplacé dès 1998 par des PR4G français.